# Велико печатно писмо
Велико печатно писмо или велики печат (кин: 大篆; пин: dàzhuàn) се односи на традиционално кинеско писање испред Ћин династије, те се сада популарно односе на писање у западној и раној источној Џоу династији, и шири појам такође укључује Записе на оклопима корњача. Израз је за разлику са називом службеном писму из Ћин династије, који се често зове мало печатно писмо (кин: 小篆; пин: xiǎozhuàn
и једноставно се зове печатно писмо). Међутим, због недостатка прецизности у појму, научници често га избјегавају и уместо тога посебно се односи на поријекло појединих примера писања.
У династији Хан, кад је чиновничко писмо постао популаран облик писања и (мало) печатно писмо је изостављено за више формално коришћење за печате и за наслове на стелама (спомен плоче од камена које су биле популарне у то време), народ је почео да назива писмо раније династије Ћин као 'печатно' писмо (будући да се писмо наставило користити за печате, или наслове на кућама). У то време, постојало је знање о чак и старијим, често сложенијим знаковима (које се датирају из средње до касне Џоу династије, и директно су наслеђени у Ћин форме) који су се разликовали од облика Ћин печатног писма, али су изгледали заобљени према њима (за разлику од квадратног, равнолинијског чиновничког писма). Као резултат тога, настала су два назива која их описују: „велико печатно писмо“ за сложеније, раније форме, и „мало печатно писмо“ за облике из Ћин династије.
Појам „велико печатно писмо“ се само недавно односи и на облике западне Џоу или чак Записи на оклопима корњача, од чега људи из Хан династије нису били свесни за та појам. Појам велико печатно писмо се такође понекад традиционално односи на групи ликова из књиге око 800. п. н. е. која се зове Ши Џоу Пиан (史籀篇, Shĭ Zhoù Piān), очуване због њиховим укључивањем у Хан династијском лексикону Шуовен Ђиези. Сју Шен, аутор Шоувен, је укључио ове када су се разликовали из структуре у Ћин (малом) печатном писму, и означио је те примере Џоувен (籀文, Zhòuwén) или Џоу знакови. Тај назив потиче од имена књиге, а не од имена писма. Дакле, није тачно да се односе на око 800. п. н. е. Џоу (周) династијског писма као Zhòuwén. Још више, Џоу карактери су само примери великог печатног писма кад тај израз се користи у широком смислу.